# ناوچه کلاس کلن
ناوچه کلاس کلن (به انگلیسی: Köln-class frigate) یک کلاس از کشتی است.